# Miss Europe 1931

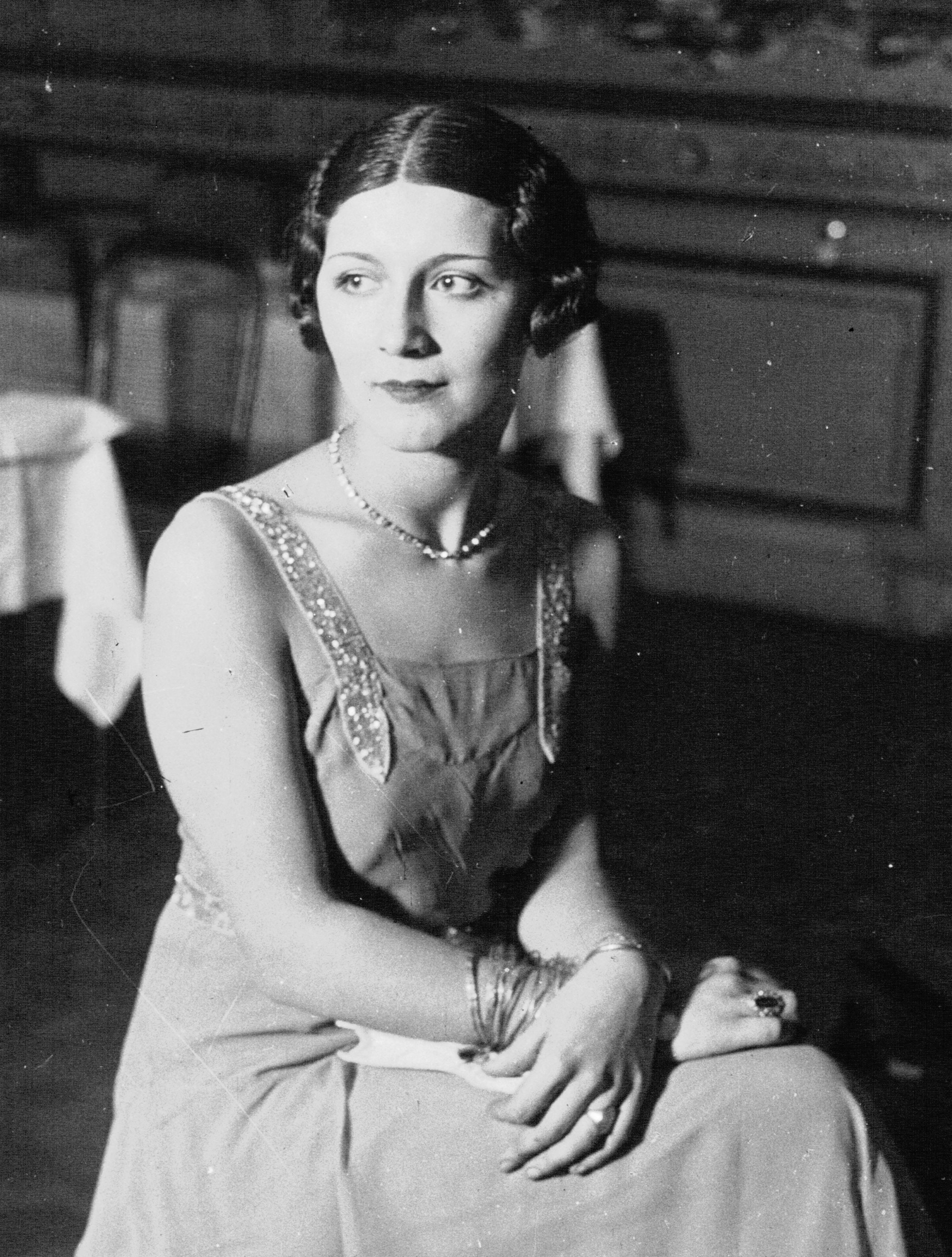
Jeanne Juilla, Miss France und Miss Europe 1931

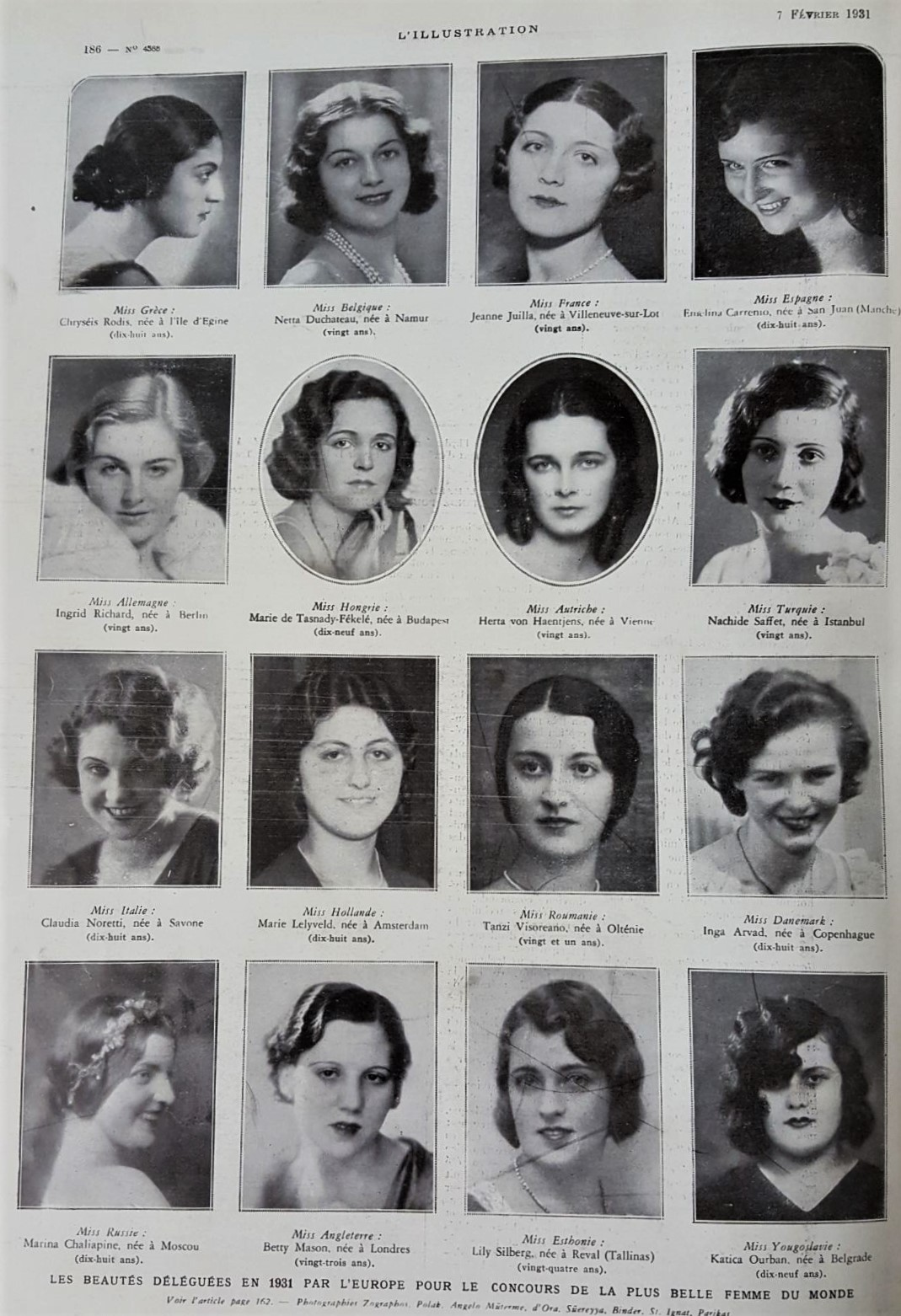
Porträts der 16 Teilnehmerinnen in L’Illustration

Der Wettbewerb um die Miss Europe 1931 war der dritte, den das Comité pour l’election de Miss Europe durchführte. Dies war im Jahre 1928 durch den französischen Journalisten Maurice de Waleffe (1874–1946) ins Leben gerufen worden und organisierte den Wettbewerb kontinuierlich bis 1938. Waleffe hatte zuvor schon den Wettbewerb um die Miss France begründet.
Die Kandidatinnen waren in ihren Herkunftsländern unter Beteiligung großer Zeitungen oder illustrierter Zeitschriften ausgewählt worden, zum Beispiel:
Deutschland: Das Magazin, Estland: Päevaleht, Frankreich: Le Journal (von Waleffe herausgegeben), (Exil-)Russland: La Russie illustrée (Иллюстрированная Россия), Ungarn: Színházi élet.
Die Veranstaltung fand am 5. Februar 1931 in den Redaktionsräumen der Pariser Zeitung Le Journal statt. Es gab 16 Bewerberinnen.
| Land                    | Schreibweise bei Pageantopolis | Weitere, zeitgenössische, Schreibweisen    | Schreibweise in der Heimatsprache          |
| ----------------------- | ------------------------------ | ------------------------------------------ | ------------------------------------------ |
| Platzierungen           |                                |                                            |                                            |
| 1. Frankreich           | Jeanne Juilla                  |                                            | Jeanne Juilla                              |
| 2. Österreich           | Herta Van Haentjens            |                                            | Hertha van Haentjens                       |
| 3. Deutsches Reich      | Ingrid Ruth Richard            | Ingrid Richard                             | Ruth Ingrid Richard                        |
| Weitere Teilnehmerinnen |                                |                                            |                                            |
| Belgien                 | Anita Netta Duchateau A        | Netta Duchateau                            | Netta Duchâteau                            |
| Dänemark                | Inga Arvad                     |                                            | Inga Arvad                                 |
| England                 | Betty Mason                    |                                            | Betty Mason                                |
| Estland                 | Lilli Silberg                  | Lily Silberg                               | Lily Silberg                               |
| Griechenland            | Chryssoula Rodis               | Chryséis Rodis                             | Χρυσούλα Ρόδη                              |
| Königreich Italien      | Claudia Nocetti                |                                            |                                            |
| Jugoslawien             | Katica Urban                   | Katica Ourban, Katarina Urban              | Katarina Urban, Катарина Урбан             |
| Niederlande             | Mary Lelyveld                  | Marie Lelyveld                             | Mary Lelyveld, Marie van Lelyveld          |
| Rumänien                | Tauti Vusoreanu                | Tanzi Visoreano                            | Tanți Vușoreanu                            |
| Russland B              | Marina Shalyapina              | Marina Chaliapine                          | Марина Шаляпина                            |
| Spanien                 | Ermelina Carreño               | Emelina Carrenio                           | Emelina Carreño                            |
| Türkei                  | Naschide Saffet Hanim          | Nachide Saffet                             | Naşide Saffet Hanım, Naşide Saffet Esen    |
| Ungarn                  | Maria Tasnady-Fekete           | Marie de Tasnady-Fékété, Maria von Tasnady | Tasnády-Fekete Mária, Tasnády Fekete Mária |

## Das komplette Wettbewerbs-Programm 1931
Am Beispiel der Miss Austria: 
- 1. Februar: Abreise zur Wahl der Miss Europe nach Paris.
- 3. Februar: Ball der Petits lits blancs in der Pariser Großen Oper.
- 4. Februar: Festbankett der Stadt Paris zu Ehren der europäischen Schönheitsköniginnen im Palais d’Orsay.
- 5. Februar: Wahl der Miss Europe im Zeitungsgebäude des Journal.
- 6. Februar: Festbankett der Zeitung L’Intransigeant zu Ehren der Miss Europe.
- 8. Februar: Beginn der Rivieratournee Nizza – Cannes – Monte Carlo.
- Im Oktober: Abfahrt der Miss Austria mit ihren Kolleginnen nach Südamerika.
- 15. November: Landung in Buenos Aires.
- 23. November: Wahl der Miss Universe, Wettbewerb um den 20.000-Dollar-Preis der Zeitung Mercurio.